# Wilhelmsbau (Heilbronn)

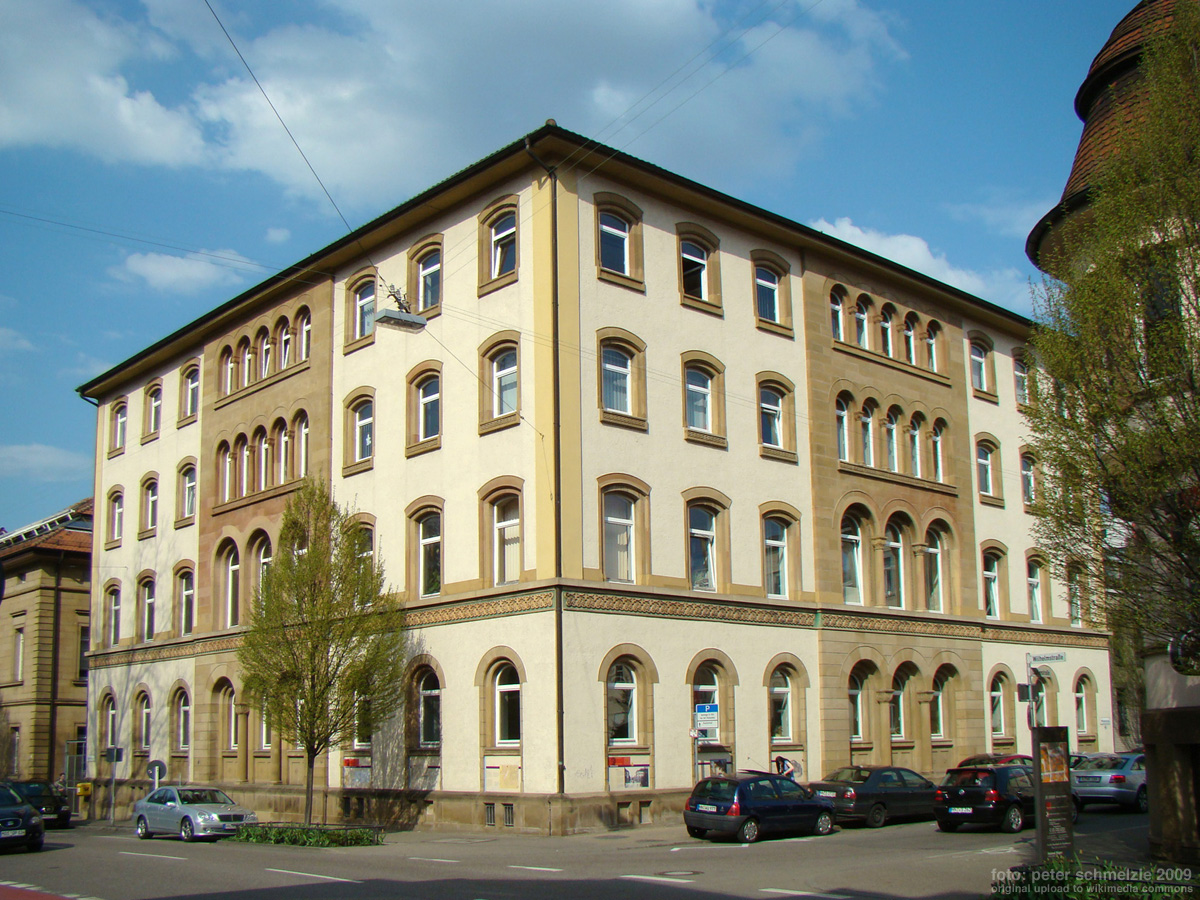
Der Wilhelmsbau in Heilbronn mit typischen Rundbogenfenstern

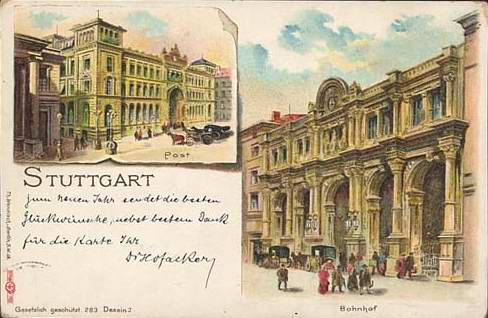
Der erste Stuttgarter Bahnhof war eventuell Vorbild für den Wilhelmsbau

Der Wilhelmsbau ist ein denkmalgeschütztes Gebäude in der Wilhelmstraße 9 in Heilbronn, das an die einst einflussreiche Heilbronner Unternehmerfamilie Cluss erinnert und seit 1901 von der Heilbronner Stadtverwaltung genutzt wird.

## Beschreibung
Das Kulturdenkmal wurde von 1841 bis 1845 von Heinrich Cluss erbaut. Das anfangs Clussbau genannte Gebäude war dann an die Fabrikanten Peter Bruckmann und Emil Seelig sowie den Kaufmann Friedrich Closs vermietet; ein weiterer Bewohner, wohl ab etwa 1850, war der Autographensammler Carl Künzel. Das Gebäude reiht sich in ein gesamtes Ensemble in der Cäcilienstraße ein, das an die einst einflussreiche Familie Cluss erinnert. Am westlichen Ende der Straße befand sich die 1865 von August Cluss, dem jüngsten Sohn des Erbauers des Wilhelmsbaus gegründete Brauerei Cluss, am östlichen Ende bewohnte die Tochter Henriette mit ihrem Gemahl, dem Zuckerfabrikdirektor und Brauereimitbegründer Andreas Faißt, die heute ebenfalls denkmalgeschützte Villa Faißt. 
Verschiedentlich wird behauptet, das Gebäude, das den byzantinischen Rundbogenstil des ersten Stuttgarter Bahnhofs aufweist, sei als Bahnhofshotel geplant worden. Angeblich seien im Jahre 1840 die Planer davon ausgegangen, dass ein Bahnhof im Süden der Wilhelmstraße gebaut würde. Allerdings war das Gebäude bereits fertiggestellt und bezogen, als im Jahr 1845 dann die tatsächlichen Streckenvarianten des ersten Heilbronner Bahnhofs diskutiert wurden.
Der gebräuchliche Name Wilhelmsbau leitet sich von der Adresse des Gebäudes an der Wilhelmstraße 9, Ecke Cäcilienstraße 45, ab. Das Gebäude ist ein schönes Beispiel für den Rundbogenstil, eine Variante des Klassizismus. Der denkmalgeschützte Profanbau wurde auf quadratischem Grundriss erbaut und war ursprünglich dreigeschossig. Jedes Stockwerk verfügte über zwei Küchen sowie zwölf beheizbare Räume.
Die Erben von Heinrich Cluss verkauften das Gebäude dann 1876. Ein späterer Besitzer war die Klavierfabrik Glass. 1901 erwarb die Stadt Heilbronn das Gebäude, nutzt es seitdem als Verwaltungsgebäude und erhöhte das Bauwerk noch vor dem Ersten Weltkrieg um ein der restlichen Architektur entsprechendes viertes Stockwerk. Das Gebäude hat den Zweiten Weltkrieg weitgehend unbeschadet überstanden. 1950 waren darin die Amtszimmer von Oberbürgermeister Paul Meyle und Bürgermeister Nägele, die Stadtkasse, die Schul- und Bäderverwaltung, das Standesamt, das Finanzreferat, die Ratsschreiberei, das Personalamt, die Botenmeisterei, die Beschaffungsstelle, das Amt für Soforthilfe, das Liegenschaftsamt und das Rechnungsprüfungsamt untergebracht. Nachdem durch den Wiederaufbau der Stadt mehr Amtsgebäude zur Verfügung standen, nutzen 1961 nur noch die Bauämter das Gebäude.
Der Wilhelmsbau steht inzwischen unter Denkmalschutz und ist somit ein Kulturdenkmal. 